# 細尾雙邊魚
細尾雙邊魚，又稱尾紋雙邊魚，俗名玻璃魚、大面側仔為輻鰭魚綱鱸形目鱸亞目雙邊魚科的其中一個種。

## 分布
本魚分布於印度太平洋區，包括東非、模里西斯、塞席爾群島、留尼旺、斯里蘭卡、馬爾地夫、日本、台灣、菲律賓、加羅林群島、越南、泰國、馬來西亞、澳洲、印尼、新幾內亞、斐濟群島、所羅門群島等海域。

## 特徵
本 魚體側扁，體較細長，呈長橢圓形，口大。魚體略透明，無條紋與斑點。頜骨、鋤骨和腭骨均具呈絨毛狀齒。體被圓鱗，易脫落，頰部鱗片只有1列，易與其他種類 分別。尾鰭叉形。背鰭硬棘8枚、背鰭軟條9至10枚、臀鰭硬棘3枚、臀鰭軟條9至10枚。眶前骨及前鰓蓋骨均雙重緣，具細齒或小棘。體長可達14公分。

## 习性
本魚喜棲息於水流不強的潟湖或河口淺水區0至10公尺水深区域，對鹽度耐受性強，但離水便馬上死亡。常背對著紅樹林的樹根或人工構造物，頂流群游以吃食順流而來的浮游動物，屬肉食性。產浮游性卵。

## 价值
非食用性魚類，無經濟價值。